# Francoska livra

Livra je bila valuta Francoskega kraljestva in njegovih predhodnic, držav Zahodne Frankovske, od leta 781 do 1794. Obstajalo je več različnih liver, nekatere hkrati. Livra je bilo ime obeh: obračunskih enot in kovancev.
Karel Veliki je livre ustanovil kot obračunsko enoto, ki je enaka enemu funtu srebra. Razdeljen je bil na 20 sous (tudi soul), vsakega od 12 denierjev. Beseda livre izvira iz latinske besede libra, rimske enote teže in denier izvira iz rimskega denariusa. Ta sistem in sam denier sta bila vzor številnim evropskim valutam, vključno z britanskemu funtu, italijanski liri, španskemu dineru in portugalskemu dinheiru.
Te prve livre so znana kot livre carolingienne. Samo denieri so bili prvotno kovani, vendar je kasneje prišlo do izdaje večjih apoenov. Različne kovnice v različnih regijah so uporabljale različne uteži za drenier, kar je vodilo do več različnih liver različnih vrednosti.
Livre je homonim francoske besede za 'knjigo' (iz latinske besede liber), pri čemer se razlikuje v tem, da imata različen spol. Denarna enota je ženski, la / une livre, medtem ko je 'knjiga' moškega' spola, le / un livre.